# Berislavići Grabarski
Berislavići Grabarski ili Doborski (lat. Berislaus nobiles de Grabarya, mađ. Beriszló, srp. Бериславићи Грабарски), hrvatska velikaška obitelj iz Slavonije, nazvani po svome posjedu Grabarje u Požeškoj županiji, a ponekad i Doborski prema gradu Doboru koji je od 1470. godine u vlasništvu ovoga roda.
Prema obiteljskoj tradiciji potomci bosanskog bana Borića iz 12. stoljeća. Spominju se u izvorima od 13. stoljeća, a neprekidno se mogu pratiti od 15. do prve polovice 16. stoljeća kada je obitelj izumrla.

## Povijest
Od obitelji se prvi spominje Berislav od Dubovika (1250. U 15. stoljeću već vrše važne političke uloge u Hrvatskoj. U to vrijeme posjedovali su imanja u Požeškoj županiji (Grabarje, Brod, Dubočac, Kobaš, Svinjar, Dubovik, Daranovac) i manjim dijelom u Vukovskoj županiji (Vinkovci, Petrovci), dok su im kasnije stečevine Mikanovci, Satnica, Sarvaš, Koprivna, Nijemci, Vrba, Rušćica, Vranovci, Slobodnica, Odvorci, Ruševo, Bukovlje, Tomica, Završje, Slatinik, Paka, Šušnjevac i Levanjska varoš.
Prvi istaknuti član porodice bio je Benedikt (oko 1450. – 1464.), kojeg su naslijedili sinovi Nikola, Deša, Ivan i Martin. Martin se prvi počinje nazivati Berislavićem. Franjo, sin Ivanov i Ivan, sin Martinov najznačajniji su predstavnici roda. Franjo Berislavić († 1517.) sudjelovao je u Krbavskoj bici 1493. godine, istaknuo se kao jajački ban (1494. – 1496. i 1499. – 1503.), a proslavio se u bitki kod Dubice 1513. uz rođaka bana Petra Trogirskog. Franjin bratić, Ivan (Ivaniš) († 1514.) bio je srebrnički ban 1494. godine, a jajački ban 1511. – 1513. Na nagovor hrvatsko-ugarskog kralja Vladislava II. (1490. – 1516.) oženio je udovicu srpskog despota Jovana Brankovića, Jelenu Jakšić, nakon čega je proglašen novim naslovnim srpskim despotom.
Ivanov sin, Stjepan Berislavić († 1535.) bio je naslovni srpski despot i zadnji muški član obitelji Berislavića Grabarskih. Najprije pristao sa slavonskim plemićima uz Zapolju, a poslije uz Habsburgovce. Neko vrijeme bio je u turskoj službi po Slavoniji. Ubio ga je Husrev-beg kada se pokušao pomiriti s Ferdinandom Habsburškim (1526. – 1564.) i otkazati savezništvo s Turcima.

## Vanjske poveznice
- Berislavići Hrvatski biografski leksikon
- Berislavići Grabarski Hrvatska enciklopedija
- Karbić, Marija, Hrvatsko plemstvo u borbi protiv Osmanlija. Primjer obitelji Berislavića Grabarskih iz Slavonije